# Депп, Джонни
Джон Кри́стофер (Джо́нни) Депп II (англ. John Christopher «Johnny» Depp II; род. 9 июня 1963, Оуэнсборо, Кентукки) — американский актёр, кинорежиссёр, музыкант, сценарист и продюсер.
Наибольшую известность Джонни принесли роли в фильмах Тима Бёртона, в таких известных картинах, как «Эдвард Руки-ножницы», «Сонная Лощина», «Чарли и шоколадная фабрика», «Эд Вуд», «Суини Тодд, демон-парикмахер с Флит-стрит» и «Алиса в Стране чудес», мультфильм «Труп невесты», а также образ капитана Джека Воробья в серии фильмов «Пираты Карибского моря». Наиболее значимыми фильмами были признаны такие картины, как «Что гложет Гилберта Грэйпа», «Бенни и Джун», «Мертвец», «Донни Браско», «Страх и ненависть в Лас-Вегасе», «Кокаин», «Волшебная страна», «Турист».
Фильмы с участием Деппа собрали более 3 миллиардов долларов в США и более 8 миллиардов долларов в мировом прокате. Наиболее успешными коммерческими проектами с участием актёра являются серия «Пираты Карибского моря» (более $3,7 млрд), «Алиса в Стране чудес» (более $1 млрд), «Чарли и шоколадная фабрика» ($474 млн) и «Турист» ($278 млн).
Джонни Депп является обладателем и номинантом многочисленных кинонаград и премий, в том числе и премии «Золотой глобус» в категории «Лучшая мужская роль — комедия или мюзикл» за роль убийцы-цирюльника Суини Тодда в фильме Тима Бёртона «Суини Тодд, демон-парикмахер с Флит-стрит» и премии Гильдии киноактёров США за исполнение роли капитана Джека Воробья в фильме «Пираты Карибского моря: Проклятие Чёрной жемчужины». Трёхкратный номинант на премию «Оскар», девятикратный номинант на премию «Золотой глобус», двукратный номинант на премию BAFTA, номинант на премию «Золотая пальмовая ветвь» Каннского кинофестиваля. Также в послужном списке актёра числятся и четыре номинации на антипремию «Золотая малина».
С 2015 по 2017 год Депп был женат на актрисе Эмбер Херд. Их развод привлёк внимание СМИ, поскольку Херд утверждала, что Депп был жестоким на протяжении всех их отношений. В 2018 году Депп утверждал, что Херд оскорбила его, после чего он безуспешно подал в суд на издателей британского таблоида The Sun за клевету в соответствии с английским законодательством. Позже Депп подал в суд на Херд за клевету в суд Виргинии после того, как она написала статью о том, что она была публичной жертвой домашнего насилия. Судебный процесс «Депп против Херд» начался в 2022 году и закончился признанием Херд виновной в клевете на актёра.
Отец франко-американской актрисы и модели Лили-Роуз Депп.

## Биография
Первые тридцать пять лет своей жизни я был растерян: я не знал, чего я хочу и кто я. Я страдал от одиночества и сам загонял себя в могилу: пил, ел всякую гадость, спал мало, курил как паровоз. Когда родные пытались меня остановить, я не понимал, думал, все это глупости. Но их слова засели у меня в голове. Если б я продолжал в том же духе, точно бы ноги протянул.Джонни Депп

### Ранние годы
Джон Кристофер Депп II родился 9 июня 1963 года в Оуэнсборо, штат Кентукки, младшим из четырёх детей официантки Бетти Сью Палмер (урождённой Уэллс) и инженера-строителя Джона Кристофера Деппа. В детстве семья Деппа часто переезжала, в итоге поселилась в Мирамаре, штат Флорида, в 1970 году. Его родители развелись в 1978 году, когда ему было 15 лет, и его мать позже вышла замуж за Роберта Палмера, которого Депп называл «своим вдохновителем».
Мать Деппа подарила ему гитару, когда ему было 12 лет, и он начал играть в различных группах. В 1979 году в возрасте 16 лет он бросил среднюю школу Мирамар, чтобы стать рок-музыкантом. Через две недели он попытался вернуться в школу, но директор сказал ему следовать своей мечте стать музыкантом. В 1980 году Депп начал играть в группе The Kids. После скромного местного успеха во Флориде группа переехала в Лос-Анджелес в поисках контракта на запись и сменила название на Six Gun Method. Помимо группы, Депп работал на различных подработках, например, в телемаркетинге. В декабре 1983 года Депп женился на визажистке Лори Энн Эллисон, сестре басиста и вокалиста его группы. В 1984 году группа The Kids распалась до подписания контракта на запись, и Депп начал сотрудничать с группой Rock City Angels. Он стал соавтором их песни «Mary», которая появилась на их дебютном альбоме Geffen Records Young Man’s Blues. Депп и Эллисон развелись в 1985 году.

## Карьера

### 1984—1989: Ранние роли и «Джамп-стрит, 21»
В 20 лет Депп вместе со своей группой переехал в Лос-Анджелес. После распада группы тогдашняя жена Деппа Лори Энн Эллисон познакомила его с актёром Николасом Кейджем. После того, как они стали собутыльниками, Кейдж посоветовал ему заняться актёрским мастерством. Депп заинтересовался актёрским мастерством после прочтения биографии Джеймса Дина и просмотра фильма «Бунтарь без причины». Кейдж помог Деппу пройти прослушивание у Уэса Крейвена для фильма «Кошмар на улице Вязов»; Депп, не имевший актёрского опыта, сказал, что «попал в актёры случайно». Отчасти благодаря тому, что он привлёк внимание дочери Крейвена, Депп получил роль парня главной героини, одной из жертв Фредди Крюгера.
Хотя Депп говорил, что у него «не было никакого желания быть актёром», он продолжал сниматься в фильмах, зарабатывая достаточно, чтобы покрыть некоторые счета, которые его музыкальная карьера оставила неоплаченными. После главной роли в комедии 1985 года «Частный курорт» Депп был приглашен режиссёром фильма на главную роль в драме 1986 года «Столкновение», но продюсер отменил это решение. Вместо этого Депп снялся во второстепенной роли рядового, говорящего по-вьетнамски, в драме Оливера Стоуна 1986 года «Взвод». В конце 1980-х годов актёр стал кумиром подростков, когда снялся в роли полицейского, работающего под прикрытием в средней школе, в телесериале канала Fox «Джамп-стрит, 21», премьера которого состоялась в 1987 году. Он согласился на эту роль, чтобы работать с актёром Фредериком Форрестом, который его вдохновил. Несмотря на свой успех, Депп чувствовал, что сериал «заставил [его] играть роль продукта».

### 1990—2002: Независимые фильмы и первые совместные работы с Тимом Бёртоном
Разочаровавшись в своей роли кумира подростков в телесериале «Джамп-стрит, 21», Депп начал играть более интересные для себя роли, а не те, которые, по его мнению, могли бы стать успешными в прокате. Его первым фильмом, вышедшим в 1990 году, была музыкальная комедия Джона Уотерса «Плакса», действие которой происходит в 1950-х годах. Несмотря на то, что фильм не имел кассового успеха, с годами он приобрел статус культовой классики. Также в 1990 году Депп сыграл главного героя в романтическом фэнтези Тима Бёртона «Эдвард Руки-ножницы» наряду с Дайан Уист и Вайноной Райдер. Фильм имел коммерческий и критический успех и собрал 53 миллиона долларов. Готовясь к этой роли, Депп просмотрел множество фильмов Чарли Чаплина, чтобы научиться создавать симпатию без диалога. Питер Трэверс из Rolling Stone высоко оценил игру Деппа, написав, что он «искусно выражает яростную тоску в нежном Эдварде; это потрясающее исполнение», а Рита Кемпли из The Washington Post написала, что он «привносит красноречие эпохи немого кино в эту немногословную роль, говоря все это через яркие черные глаза и трепетную осторожность, с которой он держит свои руки из фильмов ужасов». За этот фильм Депп получил свою первую номинацию на «Золотой глобус».
В последующие два года Депп не снимался в кино, за исключением короткого эпизода в фильме «Кошмар на улице Вязов 6: Фредди мёртв» (1991), шестой части франшизы «Кошмар на улице Вязов». В 1993 году он снялся в трёх фильмах. В романтической комедии «Бенни и Джун» он сыграл эксцентричного и неграмотного поклонника немого кино, который подружился с психически больной женщиной и её братом; фильм стал хитом. Джанет Маслин из «Нью-Йорк Таймс» написала, что Депп «может быть, и не похож на Бастера Китона, но бывают моменты, когда он действительно словно становится Великим Каменным Лицом, оживляя манеры Китона мило и волшебно». За эту роль Депп получил вторую номинацию на «Золотой глобус». Вторым фильмом 1993 года стал «Что гложет Гилберта Грейпа» Лассе Халльстрёма, драма о неблагополучной семье с Леонардо Ди Каприо и Джульетт Льюис в главных ролях. Фильм не показал хороших коммерческих результатов, но получил положительные отзывы критиков. Хотя большинство рецензий было посвящено Ди Каприо, который был номинирован на «Оскар» за свою игру, Тодд Маккарти из Variety написал, что «Депп сумел занять центральное место на экране с очень приятным, привлекательным характером». Последним фильмом Деппа в 1993 году стала сюрреалистическая комедия-драма Эмира Кустурицы «Аризонская мечта», которая получила положительные отзывы и «Серебряного медведя» на Берлинском кинофестивале.
В 1994 году Депп воссоединился с Бёртоном, сыграв главную роль в фильме «Эд Вуд», биографическом фильме об одном из самых неумелых режиссёров в истории. Депп позже сказал, что в то время он был подавлен фильмами и кинематографом, но «через 10 минут после того, как услышал о проекте, я был готов». Он обнаружил, что эта роль дала ему «возможность размяться и повеселиться», а работа с Мартином Ландау, который играл Белу Лугоши, «возродила мою любовь к актёрству». Хотя фильм не окупил затраты на производство, «Эд Вуд» получил положительную оценку критиков, а Маслин написал, что Депп «проявил себя как признанный, сертифицированный великий актёр» и «передал весь оптимизм, который поддерживал Эд Вуд, благодаря чрезвычайно забавной способности видеть в любом облаке серебряную изнанку». За свою игру Депп был в третий раз номинирован на «Золотой глобус» в категории «Лучший актёр мюзикла или комедии».
В следующем году Депп снялся в трёх фильмах. Он сыграл вместе с Марлоном Брандо в кассовом хите «Дон Жуан де Марко» в роли человека, который считает себя Дон Жуаном, величайшим в мире любовником. Он снялся в фильме Джима Джармуша «Мертвец», вестерне, снятом полностью в чёрно-белых тонах; фильм не имел коммерческого успеха и получил смешанные отзывы критиков. А в финансовом и критическом провале «В последний момент» Депп сыграл бухгалтера, которому поручают убить политика, чтобы спасти свою похищенную дочь.
В 1997 году состоялся режиссёрский дебют Деппа (если не считать фильм Stuff, снятый для друга Деппа — Джона Фрушанте): он снял фильм «Храбрец», в котором также исполнил главную роль. Другую главную роль исполнил Марлон Брандо. Фильм был принят крайне холодно и не имел успеха.
Также в 1997 году снялся в криминальной драме Майкла Ньюэлла «Донни Браско», основанной на реальной истории сотрудника ФБР Джозефа Д. Пистоне, внедрённого в мафиозную группировку «семья Бонанно» в 1970-х годах.
В 1998 году на экраны вышел фильм Терри Гиллиама «Страх и ненависть в Лас-Вегасе», в котором Депп сыграл вместе с Бенисио дель Торо. Фильм, наглядно демонстрирующий феноменальные актёрские возможности Деппа, не встретил понимания у широкой аудитории, но у киноманов приобрёл статус культового.[стиль]
В 1999 году Депп снялся сразу в двух мрачных картинах[уточнить]: у Романа Полански в триллере «Девятые врата», а также в успешном фильме ужасов Тима Бёртона «Сонная лощина». Последняя стала первым фильмом-блокбастером в карьере Деппа.
У Джонни Деппа есть именная звезда на «Аллее славы» в Голливуде № 7018, открытая 16 ноября 1999 года.

### 2000-е

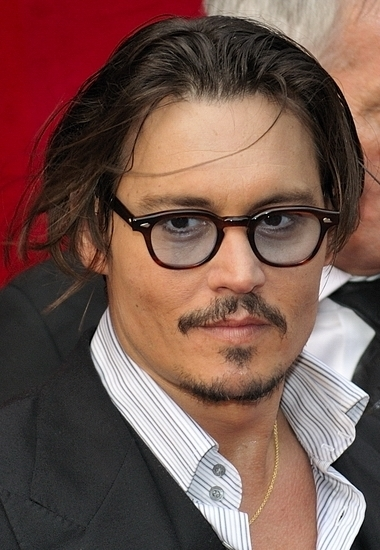
Джонни Депп на премьере фильма «Джонни Д.», Париж, июль 2009

В 2000 году Депп принял участие в независимом кинопроекте — фильме Джулиана Шнабеля «Пока не наступит ночь», снятом по мемуарам кубинского поэта Рейнальдо Аренаса. Депп исполнил в фильме сразу две роли второго плана: тюремного кроссдрессера Бон-Бона и тюремщика-садиста, лейтенанта Виктора. В роли самого Аренаса снялся испанец Хавьер Бардем. Картина «Пока не наступит ночь» снималась в течение шестидесяти дней в Мексике. Джонни Депп работал все эти дни просто так, без оплаты. Фильм вышел в декабре 2000 года и был тепло встречен критикой.
В том же году Депп принял участие в картине Лассе Халлстрёма «Шоколад», где выступил партнёром французской актрисы Жюльет Бинош. В этом фильме Депп сыграл цыгана.
Другим проектом Деппа на исходе тысячелетия стал фильм режиссёра Салли Поттер «Человек, который плакал». В этом фильме Депп в третий раз снялся вместе с актрисой Кристиной Риччи (предыдущие совместные работы Деппа и Риччи — картины «Страх и ненависть в Лас-Вегасе» и «Сонная лощина»). В «Человеке, который плакал» у Деппа вновь второстепенная роль: он играет цыгана-конокрада Чезара, влюблённого в героиню Риччи. Фильм вышел в неудачное время, 25 мая 2001 года, одновременно с такими кассовыми хитами, как «Лара Крофт: Расхитительница гробниц» и «Мумия возвращается», собрав в результате лишь один миллион долларов.
В 2001 году Депп снялся также в фильме «Кокаин» у Теда Демме, племянника знаменитого оскароносного режиссёра Джонатана Демми. Этот фильм основан на реальной истории наркодилера Джорджа Джанга, которого Депп, готовясь к роли, даже посетил в тюрьме.
В 2004 году за роль Капитана Джека Воробья в блокбастере «Пираты Карибского моря: Проклятие Чёрной жемчужины» Депп был номинирован на премию «Оскар». Вторую номинацию он получил в 2005 году за главную роль в фильме «Волшебная страна». Третью номинацию получил за фильм «Суини Тодд, демон-парикмахер с Флит-стрит» в 2008 году.
В 2005 году Депп сыграл роль владельца шоколадной фабрики Вилли Вонка в фильме «Чарли и шоколадная фабрика», за которую в следующем году номинировался на премию «Золотой глобус» (в детстве Джонни страдал от аллергии на шоколад).

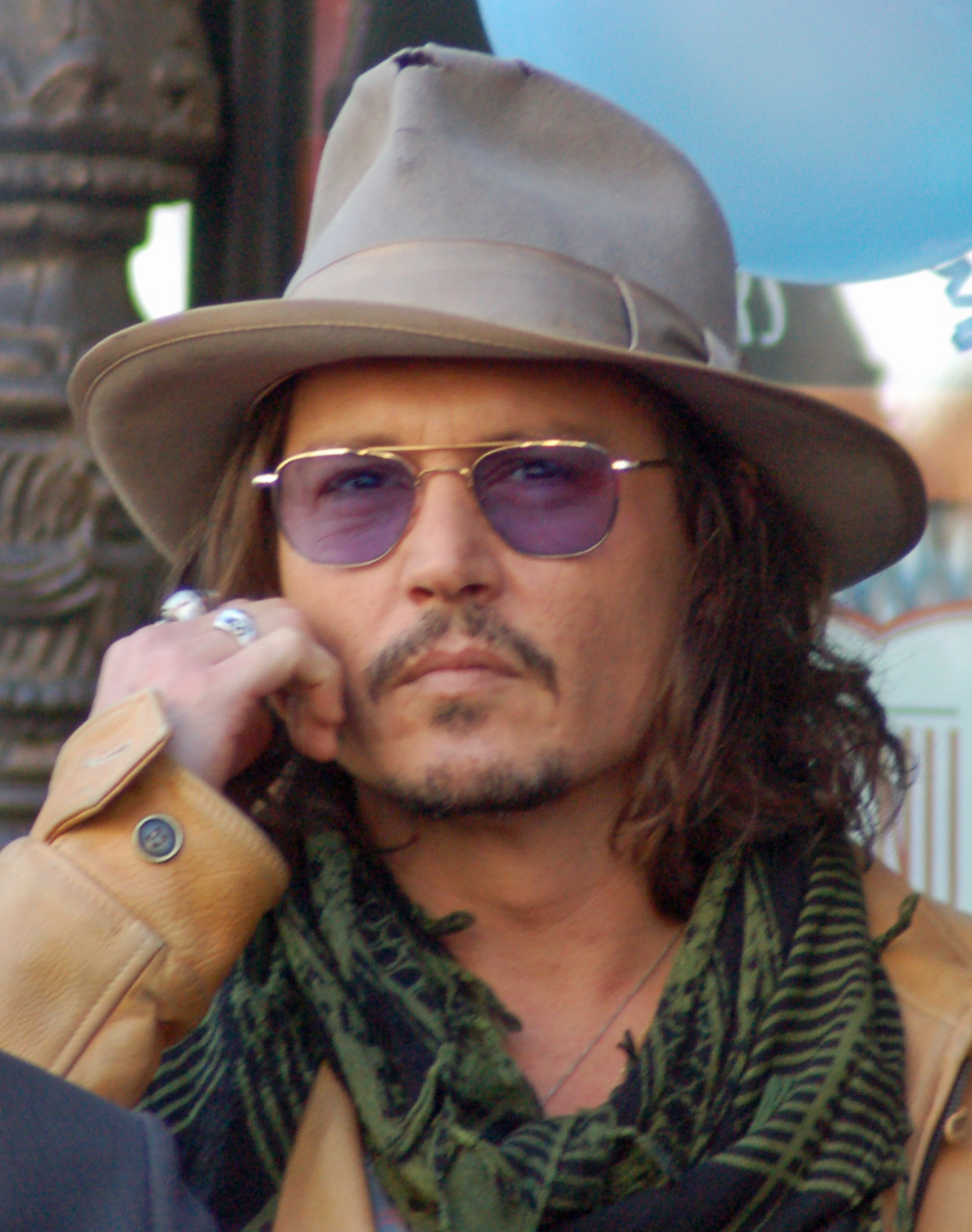
Джонни Депп в апреле 2011 года

В общей сложности Депп был трижды номинирован на «Оскар» и восемь раз на «Золотой глобус». В 1999 году получил награду «Honorary César» во Франции. В 2007 году Депп был награждён «Золотым Глобусом» за главную роль в фильме «Суини Тодд, демон-парикмахер с Флит-стрит», однако торжественная церемония вручения премий была отменена из-за забастовки сценаристов в Голливуде.
2 июня 2008 года на вручении премии MTV Movie Awards Депп получил сразу две награды в категориях «Лучший экранный злодей» за исполнение роли Суини в фильме «Суини Тодд» и «Лучшая комедийная роль» за исполнение роли капитана Джека Воробья в фильме «Пираты Карибского моря: На краю света».

### 2010-е
В 2010 году Депп вместе с Анджелиной Джоли снялся в фильме «Турист», поставленным «оскароносным» режиссёром Флорианом Хенкель фон Доннерсмарком. За эту роль актёр получил премии Teen Choice Awards и People’s Choice Awards, а также был номинирован на премию «Золотой глобус», что вместе со значительным коммерческим успехом фильма (лента собрала 278 миллионов долларов США), подтвердило статус Деппа как одного из успешнейших актёров планеты.[стиль]
11 мая 2011 года вместе с Пенелопой Крус и Джерри Брукхаймером представил в Москве четвёртую часть пиратской саги «Пираты Карибского моря: На странных берегах».
В 2011 году Депп сыграл в фильме «Ромовый дневник», снятом по одноимённой книге Хантера Стоктона Томпсона, близкого друга Джонни.
В 2012 году принял участие в создании студийного альбома Пола Маккартни Kisses on the Bottom. Совместно с Натали Портман снялся в видеоклипе на песню «My Valentine».
На счету Джонни Деппа три фильма, заработавших свыше миллиарда долларов: «Пираты Карибского моря: На странных берегах» (2011) — 1,039 млрд долларов; «Алиса в стране чудес» (2010) — 1,017 млрд долларов; «Пираты Карибского моря: Сундук мертвеца» (2006) — 1,066 млрд долларов.
В 2015 году Депп вместе с Элисом Купером и Джо Перри сформировал группу Hollywood Vampires. В этом же году вышла криминальная драма «Чёрная месса», фильм рассказывает историю знаменитого бостонского гангстера Джеймса «Уайти» Балджера. Фильм снискал положительные оценки критиков, Депп получил номинацию на премию Гильдии киноактёров США.

### 2020-е
В августе 2021 года стало известно, что Депп получит премию кинофестиваля в Сан-Себастьяне за вклад в киноискусство.
Летом 2022 года в Париже начались съёмки исторической драмы режиссёра Майвенн «Жанна Дюбарри», в которой Депп исполняет роль короля Людовика XV. Для Деппа эта роль стала первой после роли в фильме «Минамата» в 2020 году. Фильм открыл программу 76-го Каннского кинофестиваля. Параллельно Депп начал работу над режиссёрским проектом — фильмом «Моди» о художнике Амедео Модильяни.

## Прочая деятельность
В 1993 году Депп открыл клуб Viper Room, совладельцем которого он являлся почти 10 лет.
В июле 2022 года Джонни Депп продемонстрировал первую часть коллекции своих картин под названием «Друзья и герои», на которых были изображены Боб Дилан, Кит Ричардс, Элизабет Тейлор и Аль Пачино. За несколько часов все картины были проданы. В марте 2022 года серия картин актёра была выставлена в лондонской галерее Castle Fine Art. Полотна с изображениями Боба Марли, Хантера С. Томпсона, Хита Леджера, Ривера Феникса и других известных личностей были распроданы за несколько дней по 5,4 тысяч долларов за картину. На продажах своих картин Депп заработал 5,4 миллиона долларов.

## Личная жизнь
С 1983 по 1985 год Депп был женат на визажистке Лори Энн Эллисон. В конце 1980-х годов он был помолвлен с актрисами Дженнифер Грей и Шерилин Фенн, а в 1990 году сделал предложение своей коллеге по фильму «Эдвард Руки-ножницы» Вайноне Райдер, для которой он сделал татуировку «Вайнона навсегда» на правой руке, которую позже изменил на «wino forever» (рус. «алкаш навсегда»). С 1994 по 1998 год он состоял в отношениях с английской моделью Кейт Мосс. После расставания с Мосс Депп начал отношения с французской актрисой и певицей Ванессой Паради, с которой он познакомился во время съёмок фильма «Девятые врата» во Франции в 1998 году. У них родились двое детей — дочь Лили-Роуз Мелоди Депп (род. 1999) и сын Джек (род. 2002). Депп и Паради объявили о своём расставании в июне 2012 года.
Причиной разрыва стали отношения Деппа с партнёршей по фильму «Ромовый дневник» Эмбер Херд, начавшиеся в 2011 году. В январе 2014 года он сделал ей предложение. 3 февраля 2015 года Депп и Херд поженились, но уже в мае следующего года Эмбер подала на развод, сославшись на непримиримые разногласия. Это была особенно тяжёлая неделя для Деппа, поскольку его мать умерла за три дня до этого. В январе 2017 года развод был официально оформлен.
В 2004 году Джонни Депп купил остров Little Hall’s Pond Cay в Багамском архипелаге.
Один раз канал CNN сообщил о смерти актёра в автокатастрофе. Но в итоге оказалось, что «новость» была работой хакеров, взломавших сайт канала.
У Деппа плохое зрение — он с детства плохо видит левым глазом, а на правый глаз он близорук, в связи с этим ему постоянно приходится носить очки.
В апреле 2019 года стало известно о новой подруге Деппа — 24-летней танцовщице из Санкт-Петербурга Полине Глен, выступавшей в стиле гоу-гоу в различных заведениях Лос-Анджелеса с 2017 года. Пара рассталась в ноябре 2019 года, Глен не смогла справиться с тяжбами Деппа и Херд.
2 ноября 2020 года Джонни Депп проиграл в Высоком суде Лондона дело против британского таблоида The Sun, который он обвинял в клевете. Судья Высокого суда Лондона Эндрю Никол постановил, что обвинения в отношении Джонни Деппа, содержащиеся в статье The Sun, «в общей сущности верны».
15 декабря 2024 года стало известно о том, что актёр захотел открыть ювелирный магазин в столице России — Москве. Данный бутик с изделиями из якутских бриллиантов должен появиться в районе Бирюлево. Отмечается, что подобное решение было принято 61-летним артистом из-за уговоров возлюбленной — 28-летней модели и владелицы салона красоты Юлии Власовой родом из Екатеринбурга. Россиянка будет управлять торговой точкой, для запуска которой Депп уже выделил избраннице минимум 500 тысяч долларов. Известно, что Власова ранее обучалась в Пражском университете, после чего открыла бьюти-бизнес в столице Чехии. В свою очередь, для изучения тонкостей ювелирного дела она поступила в Московский государственный университет (МГУ) имени М. В. Ломоносова на спецкурс.

### Проблемы с законом
В 1994 году Деппа арестовали по подозрению в намеренной порче мебели в отеле Нью-Йорка.
31 января 1999 года артист был задержан полицией и провёл 4 часа под стражей в центральном полицейском участке Вест-Энда, получив предупреждение за угрожающее поведение, в результате драки с папарацци возле ресторана Mirabelle в центре Лондона.

### Эмбер Херд
В 2019 году юристы Деппа подали в суд на Эмбер Херд на сумму $50 млн за клевету, от её имени в 2018 году вышла статья для Washington Post. В которой Эмбер назвала себя «публичной персоной, представляющей проблему домашнего насилия». Хотя Депп не был назван в статье, это стоило ему прибыльных ролей. Херд подала встречный иск на $100 млн, где обвинила Деппа в жестоком обращении. Судебный процесс между Херд и Деппом продолжается с апреля 2020 года, он должен был начаться ещё в 2019 году, но был отложен из-за пандемии коронавируса. В суде Депп заявлял, что никогда не бил супругу.
1 июня 2022 года Суд признал актёра Джонни Деппа и его бывшую супругу актрису Эмбер Херд виновными в клевете друг на друга и обязал Херд выплатить Деппу 10 млн долларов в качестве компенсации, а также штраф в размере 350 тыс. долларов. Комиссия обязала Деппа выплатить Херд 2 миллиона долларов в качестве возмещения ущерба.

## Дискография

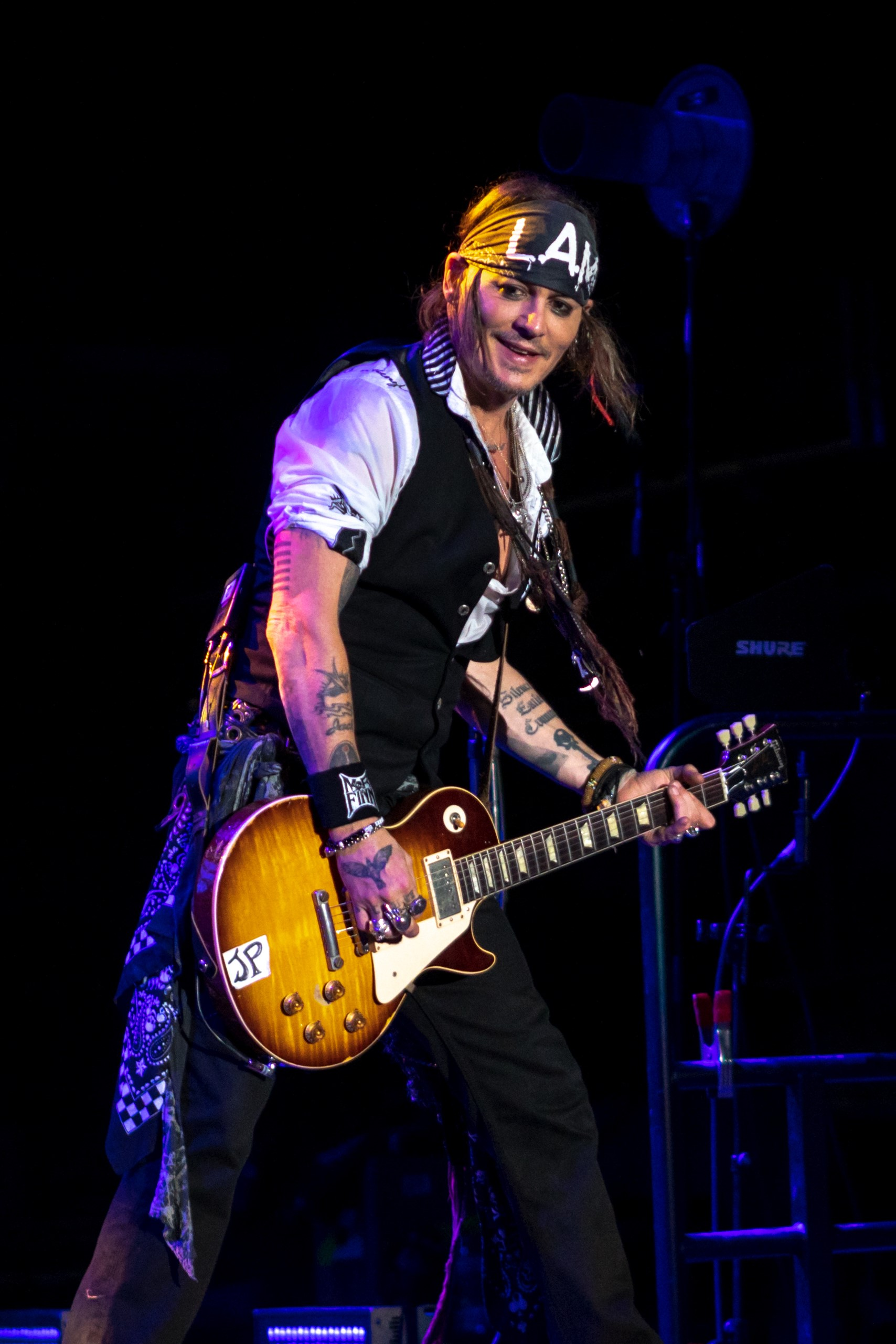
Джонни Депп в составе Hollywood Vampires в 2018 году

| Год  | Песня                                    | Исполитель                      | Альбом                                                      | Примечание                                                                |
| ---- | ---------------------------------------- | ------------------------------- | ----------------------------------------------------------- | ------------------------------------------------------------------------- |
| 1994 | «That Woman’s Got Me Drinking»           | Shane MacGowan and The Popes    | The Snake                                                   | Гитара                                                                    |
| 1995 | Все треки                                | P                               | P                                                           | Гитара, бас                                                               |
| 1995 | «Fade Away»                              | Oasis                           | The Help Album                                              | Гитара                                                                    |
| 1997 | «Fade In-Out»                            | Oasis                           | Be Here Now                                                 | Гитара                                                                    |
| 1999 | «Hollywood Affair»                       | Игги Поп                        | «Corruption» (B-side)                                       | Гостевое участие                                                          |
| 2000 | «St. Germain»                            | Ванесса Паради                  | Bliss                                                       | Соавтор                                                                   |
| 2000 | «Bliss»                                  | Ванесса Паради                  | Bliss                                                       | Соавтор                                                                   |
| 2000 | «Firmaman»                               | Ванесса Паради                  | Bliss                                                       | Гитара                                                                    |
| 2000 | «Minor Swing»                            | Рэйчел Портман                  | Шоколад (саундтрек)                                         | Гитара                                                                    |
| 2000 | «They’re Red Hot»                        | Рэйчел Портман                  | Шоколад (саундтрек)                                         | Гитара                                                                    |
| 2000 | «Caravan»                                | Рэйчел Портман                  | Шоколад (саундтрек)                                         | Гитара                                                                    |
| 2003 | «Sand’s Theme»                           | Разные исполнители              | Однажды в Мексике (саундтрек)                               | Композитор                                                                |
| 2007 | «No Place Like London»                   | Разные исполнители              | Sweeney Todd: The Demon Barber of Fleet Street (саундтрек)  | Исполнитель                                                               |
| 2007 | «My Friends»                             | Разные исполнители              | Sweeney Todd: The Demon Barber of Fleet Street (саундтрек)  | Исполнитель                                                               |
| 2007 | «Pirelli’s Miracle Elixir»               | Разные исполнители              | Sweeney Todd: The Demon Barber of Fleet Street (саундтрек)  | Исполнитель                                                               |
| 2007 | «Pretty Women»                           | Разные исполнители              | Sweeney Todd: The Demon Barber of Fleet Street (саундтрек)  | Исполнитель                                                               |
| 2007 | «Epiphany»                               | Разные исполнители              | Sweeney Todd: The Demon Barber of Fleet Street (саундтрек)  | Исполнитель                                                               |
| 2007 | «A Little Priest»                        | Разные исполнители              | Sweeney Todd: The Demon Barber of Fleet Street (саундтрек)  | Исполнитель                                                               |
| 2007 | «Johanna (Reprise)»                      | Разные исполнители              | Sweeney Todd: The Demon Barber of Fleet Street (саундтрек)  | Исполнитель                                                               |
| 2007 | «By the Sea»                             | Разные исполнители              | Sweeney Todd: The Demon Barber of Fleet Street (саундтрек)  | Исполнитель                                                               |
| 2007 | «Final Scene»                            | Разные исполнители              | Sweeney Todd: The Demon Barber of Fleet Street (саундтрек)  | Исполнитель                                                               |
| 2008 | «Too Close to the Sun»                   | Glenn Tilbrook and The Fluffers | Pandemonium Ensues                                          | Гитара                                                                    |
| 2010 | «I Put a Spell on You»                   | Shane MacGowan and Friends      | —                                                           | Гитара                                                                    |
| 2010 | «Unloveable»                             | Babybird                        | Ex-Maniac                                                   | Гитара                                                                    |
| 2011 | «Kemp in the Village»                    | Кристофер Янг                   | Ромовый дневник (Саундтрек)                                 | Исполнитель, соавтор                                                      |
| 2011 | «The Mermaid Song» (instrumental)        | Кристофер Янг                   | Ромовый дневник (Саундтрек)                                 | Фортепиано                                                                |
| 2011 | «Ballade de Melody Nelson»               | Lulu Gainsbourg                 | From Gainsbourg to Lulu                                     | Ведущий вокал, гитара, бас, ударные                                       |
| 2011 | «The Jesus Stag Night Club»              | Babybird                        | The Pleasures of Self Destruction                           | Гитара                                                                    |
| 2012 | «Freedom Fighter»                        | Aerosmith                       | Music from Another Dimension!                               | Бэк-вокал                                                                 |
| 2012 | «You’re So Vain»                         | Marilyn Manson                  | Born Villain                                                | Гитара, ударные, продакшн                                                 |
| 2012 | «Street Runners»                         | Jup & Rob Jackson               | Collective Bargaining                                       | Гостевое участие                                                          |
| 2012 | «Little Lion Man»                        | Разные исполнители              | West of Memphis: Voices of Justice                          | Исполнитель                                                               |
| 2012 | «Damien Echols Death Row Letter Year 16» | Разные исполнители              | West of Memphis: Voices of Justice                          | Исполнитель                                                               |
| 2013 | «The Mermaid»                            | Разные исполнители              | Son of Rogues Gallery: Pirate Ballads, Sea Songs & Chanteys | Гитара, ударные                                                           |
| 2013 | «The Brooklyn Shuffle»                   | Steve Hunter                    | The Manhattan Blues Project                                 | Гитара                                                                    |
| 2013 | «New Year»                               | Ванесса Паради                  | Love Songs                                                  | Соавтор                                                                   |
| 2013 | «Poor Paddy on the Railway»              | Разные исполнители              | The Lone Ranger: Wanted (Music Inspired by the Film)        | Гитара                                                                    |
| 2013 | «Sweet Betsy from Pike»                  | Разные исполнители              | The Lone Ranger: Wanted (Music Inspired by the Film)        | Аранжировка                                                               |
| 2014 | «Kansas City»                            | The New Basement Tapes          | Lost on the River: The New Basement Tapes                   | Гитара                                                                    |
| 2014 | «Hello, Little Girl»                     | Разные исполнители              | Чем дальше в лес… (Саундтрек)                               | Исполнитель                                                               |
| 2015 | Все треки                                | Hollywood Vampires              | Hollywood Vampires                                          | Гитара, клавишные, бэк-вокал, соавтор, звуковой дизайн                    |
| 2015 | «21+»                                    | Бутч Уокер                      | Afraid of Ghosts                                            | Гитара                                                                    |
| 2019 | Все треки                                | Hollywood Vampires              | Rise                                                        | Гитара, клавишные, бэк-вокал, соавтор, звуковой дизайн                    |
| 2022 | Все треки                                | Джефф Бек и Джонни Депп         | 18                                                          | Вокал, акустическая гитара, ритм-гитара, бас, ударные, бэк-вокал, соавтор |
| 2023 | «I Got A Line On You» (Live in Rio 2015) | Hollywood Vampires              | Внеальбомный сингл                                          | Электрогитара                                                             |

## Клипы
- 2017 — клип на трек «KILL4ME» с десятого альбома «Heaven Upside Down» Мэрилина Мэнсона
- 2017 — клип на трек «SAY10» с десятого альбома «Heaven Upside Down» Мэрилина Мэнсона
- 2014 — клип на трек «Early Days» Пола МакКартни
- 2013 — клип на трек «Queenie Eye» с альбома «New» (2013) Пола МакКартни
- 2012 — клип на трек «My Valentine» Пола МакКартни
- 1994 — клип на трек «That Woman’s Got Me Drinking» Шейна Макгоуэна
- 1992 — клип на трек «It’s a Shame About Ray» группы The Lemonheads
- 1991 — клип на трек «Into The Great Wide Open» группы Tom Petty and the Heartbreakers

## Награды и номинации

### Награды
- Венецианский кинофестиваль
  - 2015 — «Специальная премия фонда имени Миммо Ротелла»
- Премия «Золотой глобус»
  - 2008 — Лучшая мужская роль (комедия или мюзикл), за фильм «Суини Тодд, демон-парикмахер с Флит-стрит»
- Премия Гильдии актёров
  - 2004 — Лучшая мужская роль, за фильм «Пираты Карибского моря: Проклятие Чёрной жемчужины»
- 1999 — Почётная премия «Сезар»

### Номинации
- Премия «Оскар»

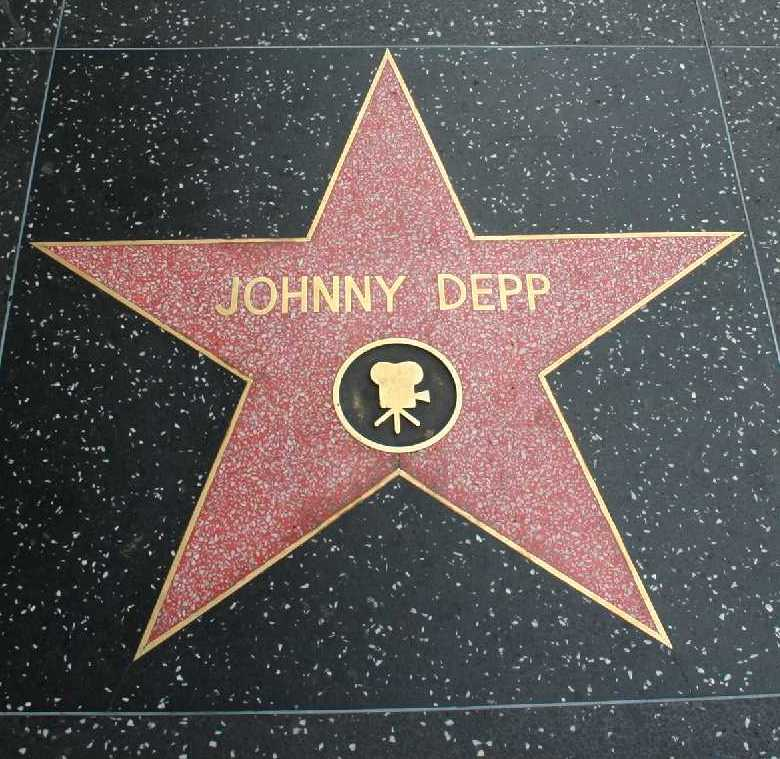
Звезда Деппа на Голливудской «Аллее славы»

  - 2008 — Лучшая мужская роль, за фильм «Суини Тодд, демон-парикмахер с Флит-стрит»
  - 2005 — Лучшая мужская роль, за фильм «Волшебная страна»
  - 2004 — Лучшая мужская роль, за фильм «Пираты Карибского моря: Проклятие Чёрной жемчужины»
- Премия «Золотой глобус»
  - 2011 — Лучшая мужская роль (комедия или мюзикл), за фильм «Алиса в Стране чудес»
  - 2011 — Лучшая мужская роль (комедия или мюзикл), за фильм «Турист»
  - 2007 — Лучшая мужская роль (комедия или мюзикл), за фильм «Пираты Карибского моря: Сундук мертвеца»
  - 2006 — Лучшая мужская роль (комедия или мюзикл), за фильм «Чарли и шоколадная фабрика»
  - 2005 — Лучшая мужская роль (драма), за фильм «Волшебная страна»
  - 2004 — Лучшая мужская роль (комедия или мюзикл), за фильм «Пираты Карибского моря: Проклятие Чёрной жемчужины»
  - 1995 — Лучшая мужская роль (комедия или мюзикл), за фильм «Эд Вуд»
  - 1994 — Лучшая мужская роль (комедия или мюзикл), за фильм «Бенни и Джун»
  - 1991 — Лучшая мужская роль (комедия или мюзикл), за фильм «Эдвард Руки-ножницы»
- Премия BAFTA
  - 2005 — Лучшая мужская роль, за фильм «Волшебная страна»
  - 2004 — Лучшая мужская роль, за фильм «Пираты Карибского моря: Проклятие Чёрной жемчужины»
- Каннский кинофестиваль
  - 1997 — «Золотая пальмовая ветвь», за фильм «Храбрец»
- Премия «Золотая малина»
  - 2018 — Худшая мужская роль, за фильм «Пираты Карибского моря: Мертвецы не рассказывают сказки»
  - 2017 — Худшая мужская роль, за фильм «Алиса в Зазеркалье»
  - 2016 — Худшая мужская роль, за фильм «Мордекай»
  - 2014 — Худшая мужская роль, за фильм «Одинокий рейнджер»

### Государственные
- 2022 — Золотая медаль «За заслуги» Республики Сербия (Сербия) — «за выдающиеся заслуги в общественной и культурной деятельности, особенно в области киноискусства и продвижения Сербии в мире»[66]